# Sous-préfecture de Perus
 (août 2022).

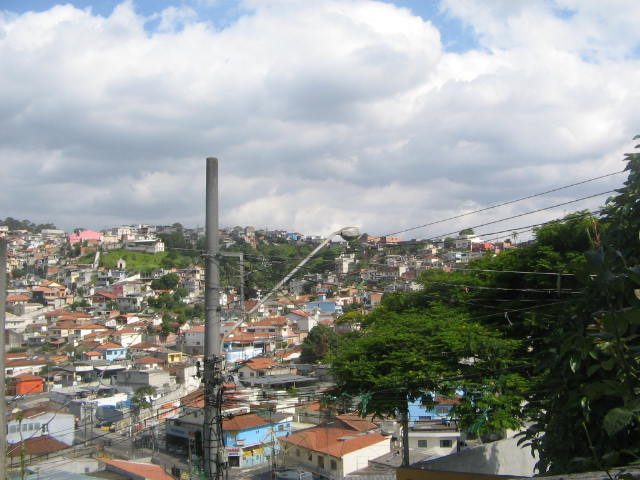
Quartier Perus de São Paulo

La sous-préfecture de Perus/Anhanguera est régie par la loi n° 13 999 du 1er août 2002 et est l'une des 32 sous-préfectures de la municipalité de São Paulo. Il comprend deux districts : Anhanguera et Perus, qui représentent ensemble une superficie de 57,2 km², et habités par plus de 109 000 personnes. Il est situé dans la région centrale de Perus (zone nord-ouest de la ville de São Paulo) à proximité du Secrétariat municipal au développement économique et au travail.

## Histoire

### Anhanguera
Superficie : 33,30 km²
Population : 65 859 (2010)
Principaux quartiers : Jardim Anhanguera, Jardim Britânia, Jardim Rosinha, Jardim Jaraguá, Morada do Sol, Parque Anhanguera, Parque Morro Doce et Vila Jaraguá.
Le district d'Anhanguera est né en raison des localités qui ont émergé pendant une période de plantations de canne à sucre dans la région, mettant en évidence la région de Morro Doce, et la construction de la célèbre Rodovia Anhanguera qui a eu lieu dans les années 1940. Mais il est devenu officiel en tant que quartier le 15 janvier 1989, étant considéré comme l'un des districts les plus récents de la ville de São Paulo.

### Perus
Superficie : 23,90 km²
Population : 80 187 (2010)
Quartiers appartenant à la région : Chácara Maria Trindade, Conjunto Habitacional Recanto dos Humildes, Jardim Adelfiore, Jardim da Conquista, Jardim do Russo, Jardim Manacás, Jardim Perus, Jardim Russo, Loteamento Vitória Régia, Perus, Recanto Paraíso, Sítio Areião, Sítio Botuquara, Vila Caiúba, Vila Fanton, Vila Hungaresa, Vila Inácio, Vila Malvina, Vila Nova Perus, Vila Perus, Vila Rancho Alegre, Vila Santa Cruz.
Le district de Perus porte ce nom en raison de l'histoire de Dona Maria, qui élevait et servait des dindes dans le repas de qualité qu'elle servait aux bouviers qui fréquentaient la région. C'est pourquoi elle est devenue connue sous le nom de Maria dos Perus et a joué dans la plus connue des histoires faisant référence au nom du district en question.
Le district est officialisé le 21 septembre 1934, mais son origine débute avec l'urbanisation caractérisée par la création de la gare de Perus.
La première cimenterie au Brésil (Companhia Brasileira de Cimento Portland Perus) a été établie sur le territoire du Pérou entre 1926 et 1980. Cette usine produisait le ciment le plus dense et le plus original de l'époque, mais, sous la pression populaire, elle fut désactivée en 1980.
Le chemin de fer Perus-Pirapora est situé dans le district. Bien qu'handicapé, c'est un aspect très important du quartier. Il existe plusieurs projets touristiques et la réactivation de cette route.

## Équipe de la Sous-préfecture de Perus/Anhanguera
Actuellement, la Sous-préfet Luciana Torralles Ferreira dispose d'une équipe de 9 personnes. Ce sont : João Batista, chef de cabinet. João Joventino Bezerra Neto, coordinateur du projet et des travaux. Marco Antonio Francischetti, coordonnateur de la planification et du développement urbain. Paulo de Oliveira Pereira, coordinateur administratif et financier. Adriano, superviseur du logement. Marcia, superviseure culturelle. Daniela Monteiro de Resende Visconti, conseillère juridique. Elias Minichillo de Araújo, coordinateur de la défense civile, et Ednilson Moreira, conseiller en communication.